# Debra Granik
Debra Granik (Cambridge, Massachusetts, 6 de febrero de 1963) es una directora de cine y guionista estadounidense. Es reconocida por las películas Down to the Bone (2004), protagonizada por Vera Farmiga y Winter's Bone, protagonizada por Jennifer Lawrence en su actuación revelación y por la que Granik fue nominada a dos premios de la Academia. En 2018 dirigió Leave No Trace, una película basada en el libro My Abandonment de Peter Rock.

## Filmografía
- 1987: Two in Twenty (directora)
- 1990: It Didn't Have to Happen: Preventing Cumulative Trauma Disorders (productora)
- 1997: Snake Feed (productora, directora)
- 1997; American Independents II: The Blinking Madonna and Other Miracles[5]
- 1998: Smear
- 1998: Jorge (asistente de cámara)
- 1998: 99 Threadwaxing (fotógrafa)
- 2002: Breaker (fotógrafa)
- 2003: Thunder in Guyana[6] (fotógrafa)
- 2004: Down to the Bone (directora, guionista)
- 2005: Independent Lens: Thunder in Guyana/Unites States of Poetry (fotógrafa)
- 2010: Winter's Bone (directora, guionista)
- 2014: Stray Dog (directora)
- 2015: Independent Lens: Stray Dog (directora)
- 2018: Leave No Trace (directora)

## Premios y nominaciones
Premios Óscar
| Año  | Categoría            | Película      | Resultado |
| ---- | -------------------- | ------------- | --------- |
| 2011 | Mejor guion adaptado | Winter's Bone | Nominada  |